# Joshua Brillante
Joshua Brillante (Bundaberg, 1993. március 25. –) ausztrál válogatott labdarúgó, aki jelenleg a Sydney játékosa.

## Pályafutása

### Klubcsapatban
A Gold Coast United csapatában nevelkedett. 2012. május 12-én aláírt a Newcastle Jets csapatához. 2014. július 15-én csatlakozott az olasz Fiorentinához. 2015 és 2016 között kölcsönbe megfordult azEmpoli és a Como 1907 csapatában. 2016. július 12-én hároméves szerződést írt alá a Sydney csapatával.

### A válogatottban
Részt vett a 2012-es U19-es Ázsia-bajnokságon és a 2013-as U20-as labdarúgó-világbajnokságon. 2013. július 25-én mutatkozott be a Kína elleni Kelet-ázsiai labdarúgó-bajnokság mérkőzésén a felnőtt válogatottban.

## Sikerei, díjai
- Sydney
  - Ausztrál bajnok – Alapszakasz: 2017
  - Ausztrál bajnok – Rájátszás: 2017, 2018
  - Ausztrál kupa: 2017